# Andy Wilkinson
Andrew Gordon Wilkinson (Yarnfield, Inglaterra, 6 de agosto de 1984) es un exfutbolista inglés. Jugaba de defensa y su último equipo fue el Stoke City F. C. de Inglaterra, aunque se retiró sin equipo. Dejó el fútbol en febrero de 2016 por un problema cerebral causado por un remate de cabeza.

## Clubes
| Club                           | País       | Año       |
| ------------------------------ | ---------- | --------- |
| Stoke City F. C.               | Inglaterra | 2001-2016 |
| Telford United F. C. (cedido)  | Inglaterra | 2003-2004 |
| Partick Thistle F. C. (cedido) | Escocia    | 2004-2005 |
| Shrewsbury Town F. C. (cedido) | Inglaterra | 2005      |
| Blackpool F. C. (cedido)       | Inglaterra | 2006-2007 |
| Millwall F. C. (cedido)        | Inglaterra | 2014-2015 |